# Танганьикская древесница
Танганьикская древесница (лат. Leptopelis uluguruensis) — вид земноводных из семейства пискуньи.
Общая длина достигает 2,8—5 см. Наблюдается половой диморфизм — самки крупнее самцов. Отличается от других видов слабым развитием межпальцевых перепонок на задних лапах (имеются только у основания пальцев) и очень маленькой, часто незаметной барабанной перепонкой. Радужина тёмно-красная. Большинство особей, в том числе взрослые самки, окрашенные в интенсивно-зелёный или голубовато-зелёный цвет, иногда с белыми точечками или кольцами на спине. Рисунок напоминает гниющий лист с колониями плесневых грибов на поверхности. У взрослых самцов горло и бока тела небесно-голубого оттенка.
Любит влажные горные леса, а также сельскохозяйственные плантации плодовых культур на расчищенных участках первичного леса. Встречается на высоте 900—1650 метров над уровнем моря. Активна ночью. Самцы издают короткие звуки каждые 2 секунды, напоминающие стрекотание или визг.
Спаривание начинается в сезон дождей. У самца горловой мешок-резонатор становится синим. Он хватает самку амплексусом сзади, вводя сперматофоры в клоаку. Головастики появляются через неделю. Метаморфоз длится до 2-х недель.
Эндемик Танзании. Имеет очень ограниченный ареал, встречается только в горных массивах Улугуру и Узамбара на востоке страны.